# Prince George-Valemount (circonscription britanno-colombienne)
Pour les articles homonymes, voir Prince George.
Circonscription électorale provinciale du Canada
Prince George-Valemount est une circonscription provinciale de la Colombie-Britannique représentée à l'Assemblée législative de la Colombie-Britannique depuis 2009.

## Géographie
En 2020, la circonscription représente une partie de la ville de Prince George et les villes de Valemount et McBride, ainsi que les communautés de Cedarside, Tête Jaune Cache, Dunster, Dome Creek (en), Aleza Lake (en), Stoner et Hixon (en).

## Liste des députés
| Législature                                                                 | Années                                                                      | Député                                                                      | Député                                                                      | Parti                                                                       |
| Prince George-Valemount Circonscription issue de Prince George-Mount Robson | Prince George-Valemount Circonscription issue de Prince George-Mount Robson | Prince George-Valemount Circonscription issue de Prince George-Mount Robson | Prince George-Valemount Circonscription issue de Prince George-Mount Robson | Prince George-Valemount Circonscription issue de Prince George-Mount Robson |
| --------------------------------------------------------------------------- | --------------------------------------------------------------------------- | --------------------------------------------------------------------------- | --------------------------------------------------------------------------- | --------------------------------------------------------------------------- |
| 39e                                                                         | 2009–2013                                                                   |                                                                             | Shirley Bond                                                                | Libéral                                                                     |
| 40e                                                                         | 2013–2017                                                                   |                                                                             | Shirley Bond                                                                | Libéral                                                                     |
| 41e                                                                         | 2017–2020                                                                   |                                                                             | Shirley Bond                                                                | Libéral                                                                     |
| 42e                                                                         | 2020–2023                                                                   |                                                                             | Shirley Bond                                                                | Libéral                                                                     |
| 42e                                                                         | 2023-2024                                                                   |                                                                             | Shirley Bond                                                                | United                                                                      |
| 43e                                                                         | 2024–en cours                                                               |                                                                             | Rosalyn Bird                                                                | Conservateur                                                                |